# Boeing 727

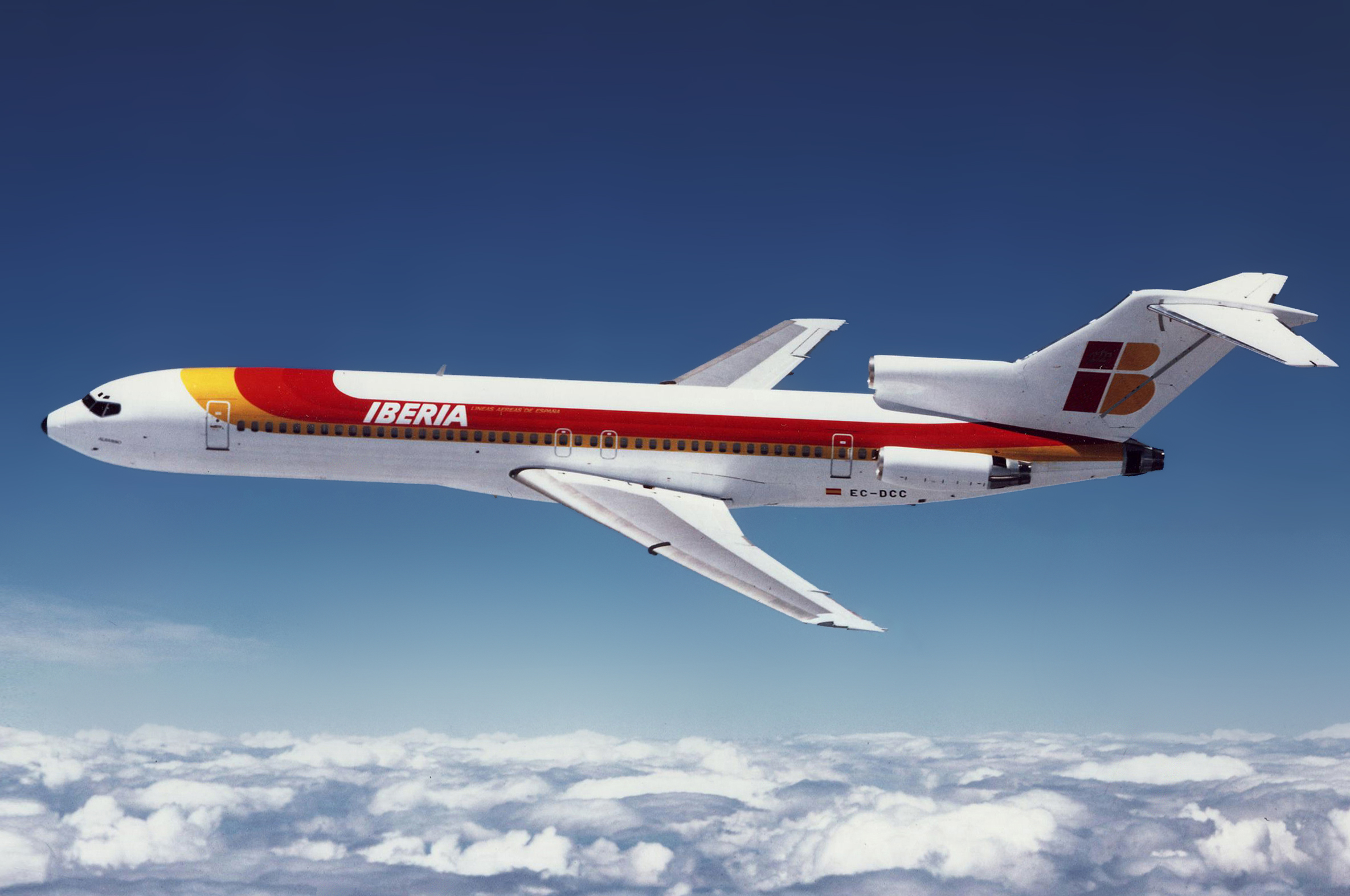
Un Boeing 727-200 de la companyia Iberia LAE

El Boeing 727 és un avió de reacció de fuselatge estret, de mida mitjana i amb tres motors. El fuselatge del 727 té un diàmetre exterior de 3,8 metres. Això permet posar sis seients per fila (tres a cada banda) i un únic passadís central, quan s'instal·len seients de classe turista (45 centímetres d'ample).
El primer Boeing 727 volà per primer cop a Seattle el 9 de febrer de 1963 amb els colors de United Airlines i durant una dècada fou l'avió de reacció comercial més produït del món. Se'n lliuraren un total de 1.831. El rècord del 727 d’haver venut més avions fou superat a principis de la dècada del 1990 pel seu company de marca Boeing 737. A data d'agost del 2008 hi havia un total de 81 avions Boeing 727-100 i 419 avions 727-200 en servei, alguns dels quals son utilitzats com a avions de càrrega o reactors executius, sovint incorporant equipaments silenciadors als motors per reduir el soroll.

## Disseny
El 727 va aprofitar l'experiència i alguns elements del Boeing 707 i 720. Aquest model va ser específicament dissenyat per oferir bones actuacions amb inversió d'empenyiment per a pistes curtes, reducció del soroll en aeroports de ciutats i velocitat de creuer a baixa altitud.
El disseny del fuselatge i dels components va ser fet tenint en compte les exigències d'ús i alta rotació juntament amb la necessitat d'operacions independents en aeroports petits.
Després de la aprovació per la FAA el 24 de desembre de 1963, es va inaugurar el primer servei comercial entre Miami, Washington i Filadelfia per Eastern Airlines. El mateix mes es va realitzar la primera exportació per Lufthansa, qui el va posar en servei el 16 d'abril d'aquell mateix any.

## Variants[3]
- 727-100: Versió original del 727 amb motors Pratt & Whitney JT8D.
- 727-100C: Versió convertible passatgers/càrrega amb la mateixa porta lateral i sistema desenvolupats pel 707-320C.
- 727-100QC (Quick Change): Versió millorada del convertible que permetia fer la transformació molt ràpidament.
- 727-200: Versió amb el fuselatge allargat amb 6,10 m més que la versió original.
- Advanced 727: Versió amb diferents configuracions possibles i amb millores dels sistemes de vol, interior de la cabina de passatgers, millor insonorització i més capacitat de combustible.
- 727F: Versió exclusivament de càrrega amb les finestres tapades i porta lateral de càrrega feta a petició de Federal Express.
- 727-300A i B: Versió 5,6 m més llarga i amb motors més potents que no van passar del pre-projecte a causa del desenvolupament del Boeing 757.

## Especificacions 727-200
Dades de La enciclopedia de la aviación
Característiques generals
- Tripulació: 2
- Capacitat: 189 passatgers
- Càrrega útil: 18.598 kg
- Longitud: 46,69 m
- Envergadura: 32,91 m
- Alçada: 10,36 m
- Superfície de l'ala 157,93 m2
- Pes màxim d'enlairament: 86.638 kg
- Motor: 3× motors turboventilador Pratt & Whitney JT8D-9A  , 64,5 kN cada un

 Rendiment 
- Velocitat de creuer: 999 km/h
- Abast: 4.002 km
- Sostre de servei: 10.060 m